# Góry Onon-Baldżyńskie
Góry Onon-Baldżyńskie (ros.: Онон-Бальджинский хребет, Onon-Baldżynskij chriebiet) – pasmo górskie w azjatyckiej części Rosji, w Kraju Zabajkalskim, przy granicy z Mongolią. Rozciąga się na długości ok. 150 km, na północ od Ononu. Najwyższy szczyt osiąga 1741 m n.p.m. Pasmo zbudowane z granitów i paleozoicznych skał osadowych. Poprzecinane dolinami dopływów Ononu i Baldż gol. Zbocza pokryte są tajgą modrzewiową i stepem.